# Maciej Ptaszyński (oficer)
Maciej Ptaszyński – major w powstaniu kościuszkowskim, rotmistrz z chorągwią 5. Pułku Koronnego Przedniej Straży w 1793 roku.